# Gare des Eaux-Vives
A Gare des Eaux-Vives - literalmente Estação das Águas Vivas - é uma estação ferroviária localizada no arredondamento Les Eaux-Vives em Genebra, na Suíça. Ela servia a rede TER da SNCF para a Alta-Sabóia na França, via Annemasse mas com partida de Genebra.
A gare era o terminal da única linha pertencente aos Caminhos de ferro do Estado de Genebra (CFEG), que servia a Alta-Sabóia, e que funcionou até 2011, data em que fechou temporariamente.

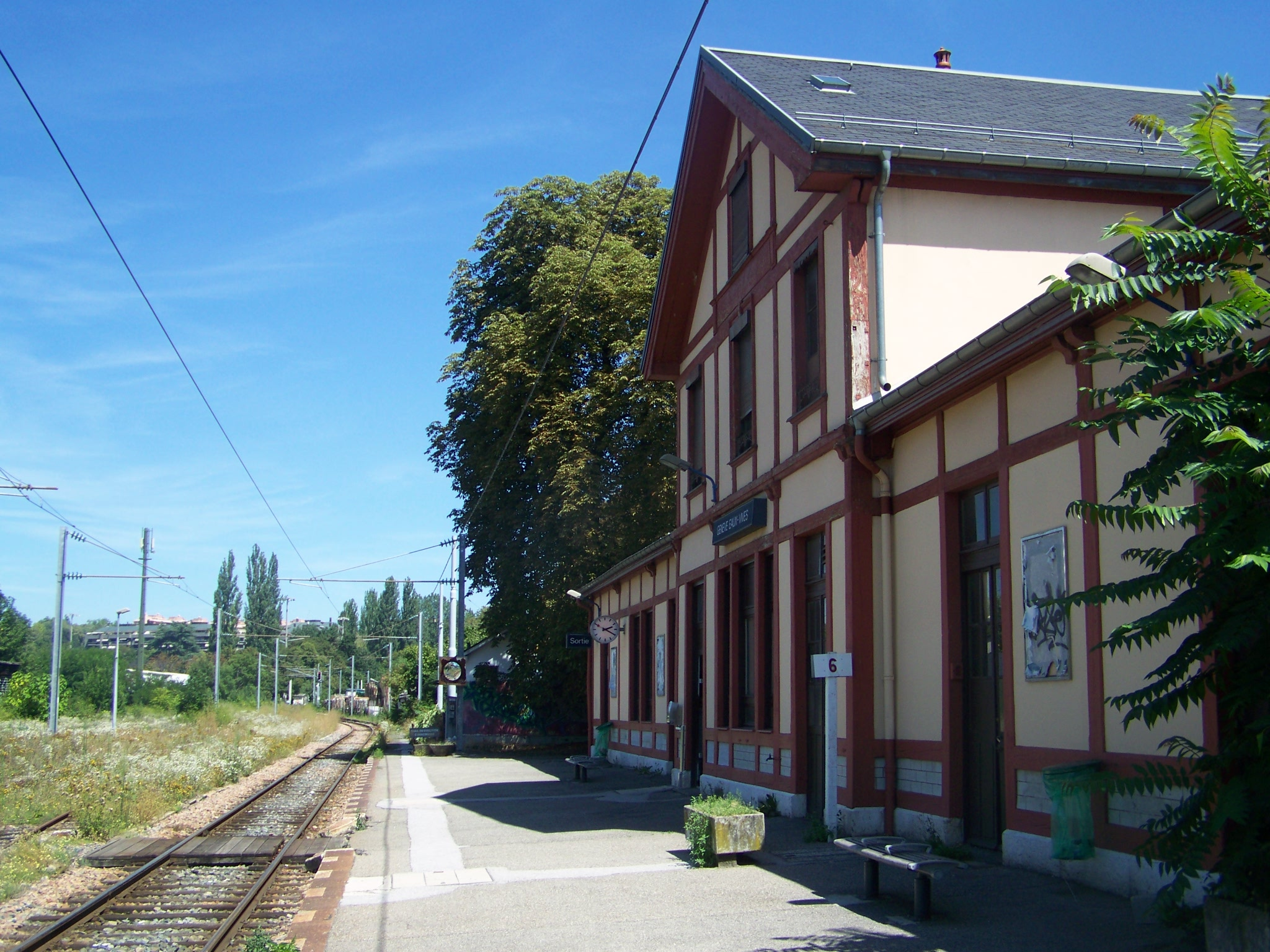
O cais único antes do encerramento temporário

## História
Inaugurada em 1888 era utilizada pela então chamada Companhia de Genebra. Em 1986 inaugurou-se a sua electrificação com corrente 25 kV 50 Hz.
Em 27 de Novembro de 2011 a Gare des Eaux-Vives fechou temporariamente para ser transformada e ser integrada na linha CEVA - projecto da linha de ligação Genebra-Annemasse do Cantão de Genebra.